# Filippa (manzana)
Filippa es el nombre de una variedad cultivar de manzano (Malus domestica). Tiene su origen en plántula de semilla de la variedad 'Gravenstein' encontrada en Dinamarca. Las frutas tienen una pulpa blanca, crujiente y jugosa con un sabor agridulce. Tolera la zona de rusticidad delimitada por el departamento USDA, de nivel 4.

## Sinonimia
- " Filipa".

## Historia
'Filippa' es una variedad de manzana que se origina en Hundstrup en el sur de Funen, Dinamarca mediante la siembra de semillas de la variedad de manzana 'Gravenstein', realizada en 1877 por la colegiala Karitha Filippa Nielsine Margrete Johansen (1842-1930). En 1888 le fue otorgado el "Certificado de 1ª clase de la Danish Garden Society".

## Características

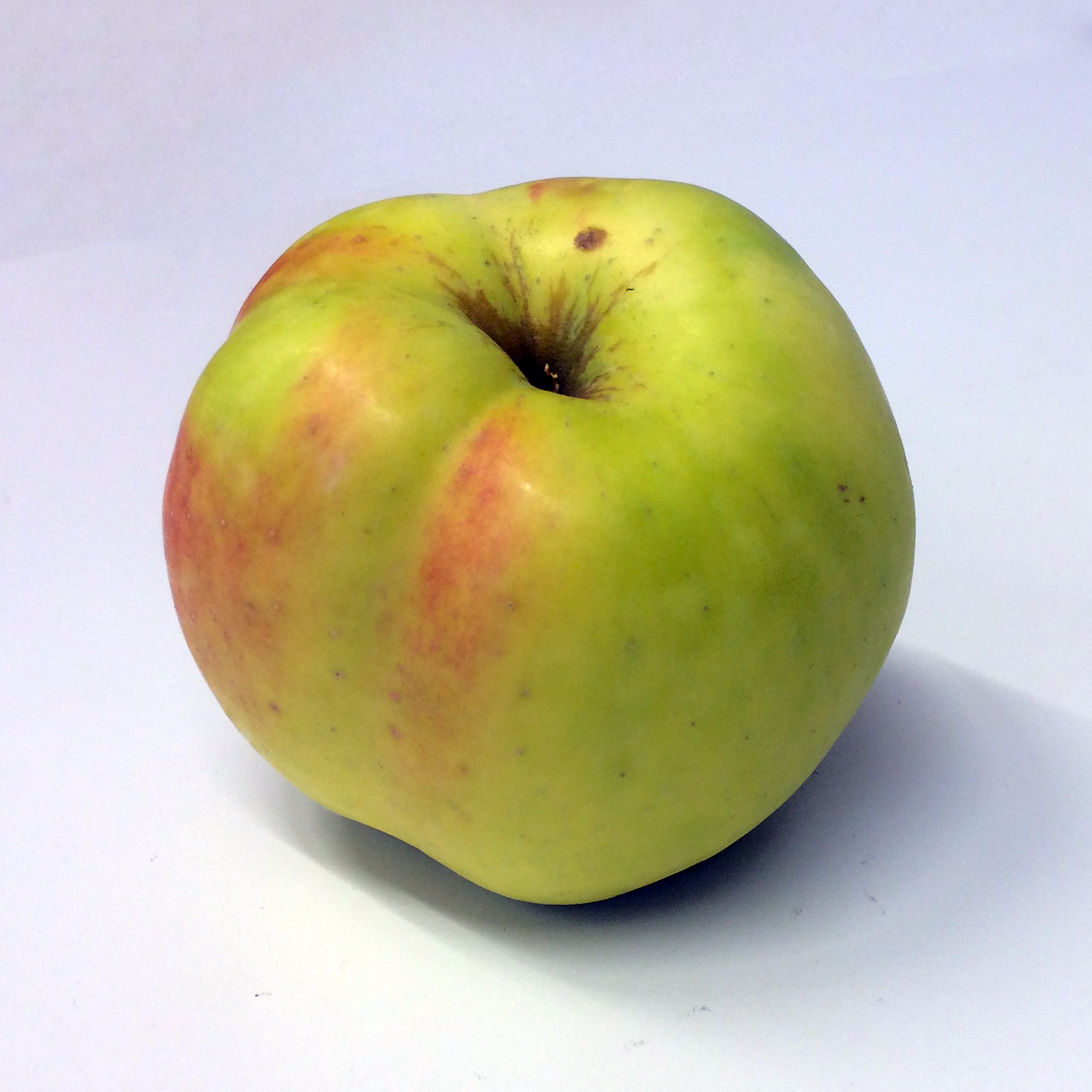
Manzana de la variedad 'Filippa', fotografiada con motivo del "festival de la manzana" del Museo Nórdico en septiembre de 2014.

'Filippa' árbol de extensión vertical, de vigor moderado. Tiene un tiempo de floración que comienza a partir del 10 de mayo con el 10% de floración, para el 15 de mayo tiene una floración completa (80%), y para el 23 de mayo tiene un 90% caída de pétalos.
'Filippa' tiene una talla de fruto de medianas a grandes; forma ligeramente cónica globosa; con nervaduras fuertes, corona con varios mamelones muy pronunciados; epidermis con color de fondo amarillo pálido, con un sobre color rojo ciclamen, intensidad del sobre color bajo-medio, patrón del sobre color rayado / moteado, sobre la piel hay un lavado rojo ciclamen que cubre con grandes rubores rojos en los lados expuestos al sol, lenticelas en profusión de pequeños puntos rojos, y con "russeting" (pardeamiento áspero superficial que presentan algunas variedades) bajo; cáliz pequeño y parcialmente abierto, colocado en una cuenca abierta y algo profunda, ligeramente acanalada; pedúnculo ligeramente robusto y medio que sobresale ligeramente de la cavidad peduncular, colocado en una cavidad profunda y estrecha que a menudo tiene "russeting" moderado en las paredes; carne de color blanca, crujiente y jugosa con un sabor agridulce.
Su tiempo de recogida de cosecha se inicia a principios de octubre, se contusiona fácilmente en la recogida. En almacenamiento en frío aguanta dos meses, y la piel desarrolla una sensación cerosa.
'Filippa' es origen de nuevas variedades de manzana, es el Parental-Padre de :
- Aroma

## Usos
Una buena manzana de uso múltiple, tanto fresca para postre de mesa, en la cocina (tarta de manzana), y en la elaboración de mosto y sidra. El mosto de manzana de Filippa tiene un color claro y un dulzor muy bajo, por lo que es adecuado mezclarlo con un mosto más dulce.

## Ploidismo
Diploide, autoestéril para cuajar su cosecha necesita en la proximidad una fuente compatible de polen. Grupo de polinización: D, Día 14.